# Contea di Monroe (Missouri)
La contea di Monroe (in inglese Monroe County) è una contea dello Stato del Missouri, negli Stati Uniti. La popolazione al censimento del 2000 era di 9 311 abitanti. Il capoluogo di contea è Paris